# Hysminaierna
Hysminaierna (grekiska: Ύσμιναι) var kvinnliga andeväsen i den grekiska mytologin. De representerade bråk och strider. 
Till skillnad från sina systrar machaierna, hade de inte mycket med krig att göra, ut var mer inriktade på mindre slagsmål och beväpnade gatubråk.
De var antingen döttrar till gudinnan Eris, eller till Aither (luften) och Gaia (jorden).